# Stryszowa
Stryszowa – wieś w Polsce położona w województwie małopolskim, w powiecie wielickim, w gminie Gdów.

Jest najwyżej położoną miejscowością w gminie (355 m n.p.m.).
Wieś duchowna Stryszowa (Strzyżowa), własność Opactwa Cystersów w Mogile położona była w drugiej połowie XVI wieku w powiecie szczyrzyckim województwa krakowskiego. W latach 1975–1998 miejscowość administracyjnie należała do województwa krakowskiego.

## Atrakcje turystyczne
W Stryszowej znajduje się Izba Regionalna (z pomieszczeniami dawnej kuchni, dawnej izby gospodarza wiejskiego, oraz z dawnymi sprzętami rolniczymi). W Stryszowej swój początek ma "Szlak Dębowego Liścia" (szlak turystyki pieszej i rowerowej). Do Stryszowej wiodą z Gdowa stacje Drogi Krzyżowej, zlokalizowane w tutejszym lesie, których zwieńczeniem jest położony w Stryszowej 14 metrowy Krzyż Milenijny. W sąsiedztwie Izby Regionalnej znajduje się plac zabaw, dwa parkingi oraz boisko sportowe. Wokół Stryszowej jest kilka punktów widokowych, zwłaszcza na Pogórzu Wiśnickim, Beskidzie Wyspowym, a także w dolinie Raby.